# Conicosia pugioniformis
Conicosia pugioniformis är en isörtsväxtart som först beskrevs av Carl von Linné, och fick sitt nu gällande namn av Nicholas Edward Brown. Conicosia pugioniformis ingår i släktet Conicosia, och familjen isörtsväxter.

## Underarter
Arten delas in i följande underarter:
- C. p. alborosea
- C. p. muirii
- C. p. pugioniformis

## Bildgalleri

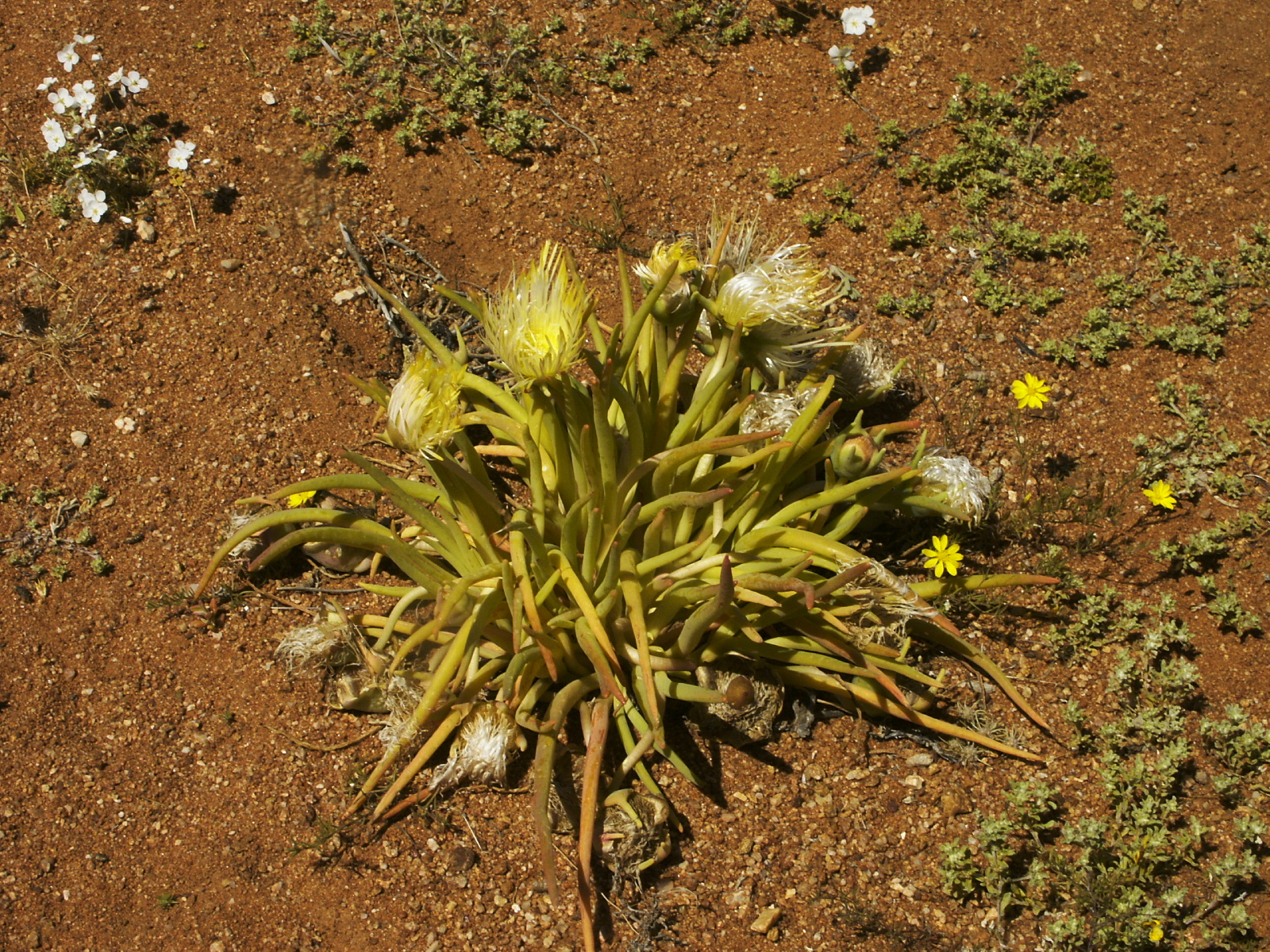
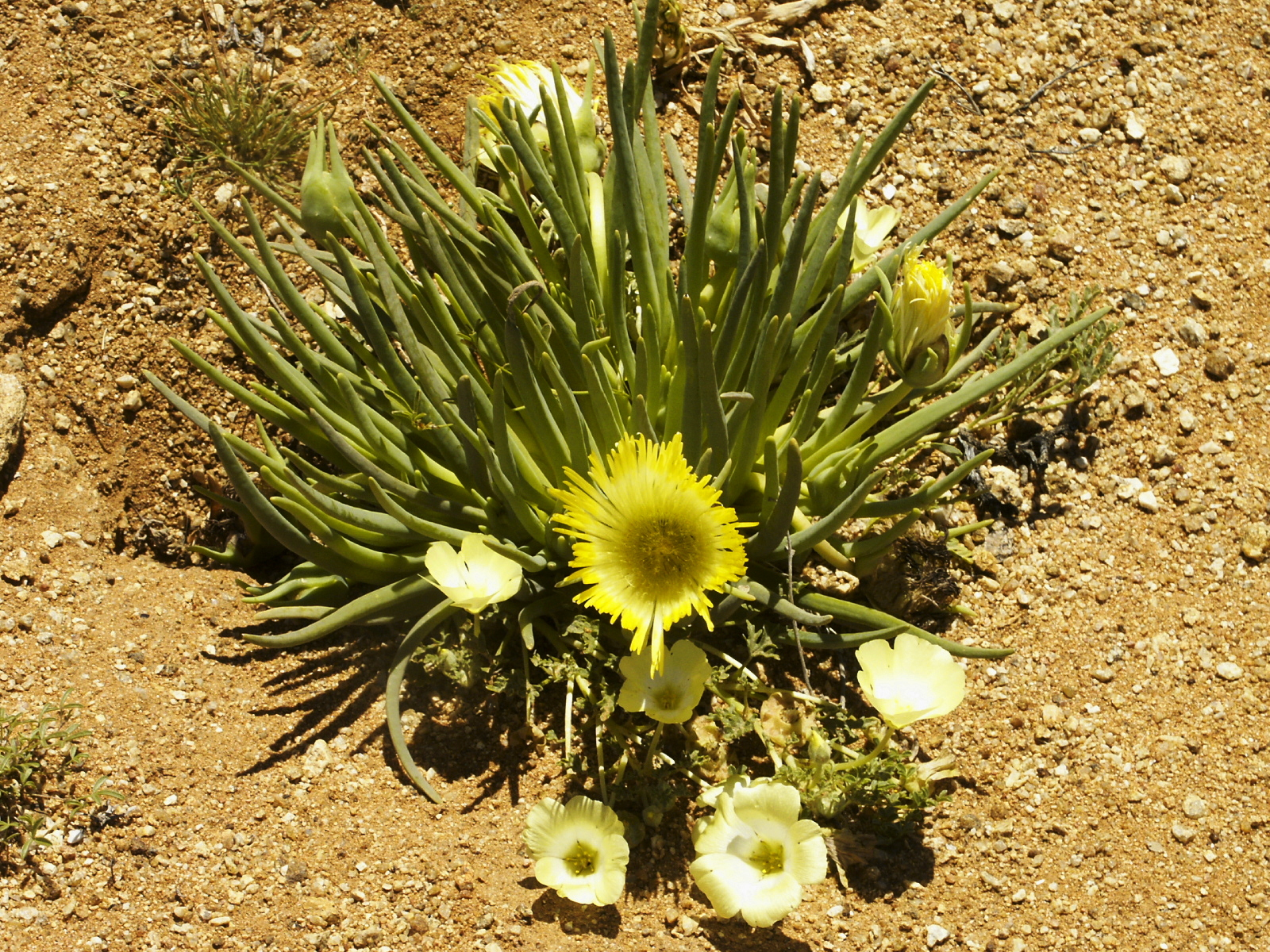